# Drautalspoorlijn

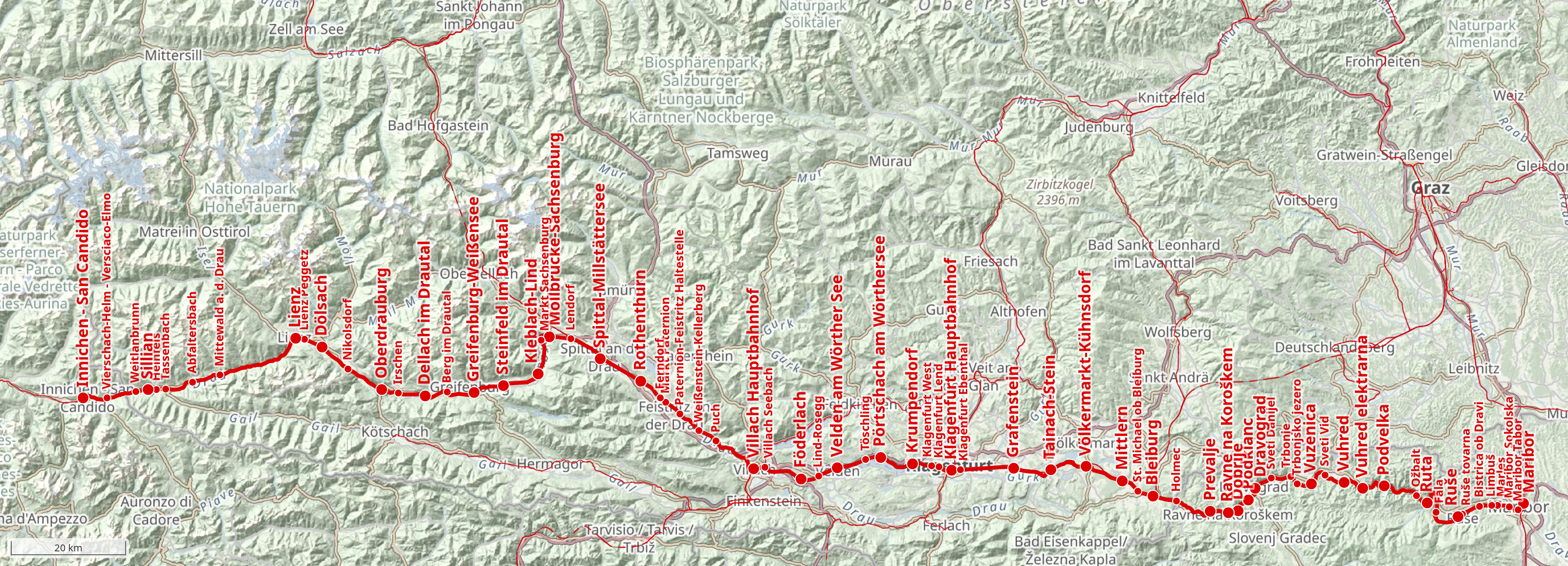

De Drautalspoorlijn (Duits: Drautalbahn, Italiaans: Ferrovia della Val Drava) is een spoorlijn op normaalspoor van Innichen (San Candido) in het Italiaanse Zuid-Tirol via het dal van de Drau (Drava) door het Oostenrijkse Oost-Tirol en Karinthië, naar Maribor in Slovenië. De route begint als de voortzetting van de Pustertalspoorlijn in Innichen.
vanaf Pustertalspoorlijn
- San Candido-Innichen
- Versciaco-Elmo Vierschach-Helm
- station Prato alla Drava Winnebach
  - grens Zuid-Tirol (Italië) - Oost-Tirol (Oostenrijk)
- Weitlanbrun
- Sillian
- Heinfels
- Tassenbach
- Abfaltersbach
- Mittewald an der Drau
- Thal
- Lienz
- Lienz Peggetz
- Dölsach
- Nikolsdorf
  - grens Oost-Tirol - Karinthië
- Oberdrauburg
- Irschen
- Dellach im Drautal
- Berg im Drautal
- Greifenburg-Weissensee
- Steinfeld im Drautal
- Kleblach-Lind
- Markt Sachsenburg
- Mollbrücke-Sachsenburg
- Lendorf
- Spittal-Millstättersee
- Rothenthurn
- Ferndorf
- Markt Paternion
- Paternion Feistritz-Haltestelle
- Weißenstein-Kellerberg
- Puch
- Villach Hauptbahnhof (Beljak Centralna postaja)
- Villach Seebach
- Föderlach (Podravlje)
- Lind-Rosegg
- Velden am Wörther See (Vrba)
- Töschling (Došenče)
- Pörtschach am Wörthersee
- Krumpendorf (Kriva Vrba)
- Klagenfurt West (Celovec zahod)
- Klagenfurt Lend
- Klagenfurt Hauptbahnhof (Celovec Centralna postaja)
- Klagenfurt Ebenthal
- Grafenstein (Grabštanj)
- Tainach-Stein (Tinje-Štanj)
- Völkermarkt-Kühnsdorf (Velikovec-Sinča vas)
- Mittlern (Metlova)
- Sankt Michael ob Bleiburg (Šmihel pri Pliberku)
- Bleiburg (Pliberk)
  - grens Karinthië (Oostenrijk) - Koroška (Slovenië)
- Holmec (Homberg)
- Prevalje (Prävali)
- Podklanc (Unterklanz)
- Dravograd (Unterdrauburg)
- Sveti Danijel (Sankt Daniel)
- Trbonje (Trofin)
  - grens Koroška - Štajerska-Podravska
- Vuzenica (Saidenhofen)
- Sveti Vid (Sankt Veit an der Drau)
- Vuhred
- Vuhred Elektrarna
- Podvelka
- Ožbalt
- Ruta
- Fala
- Ruše
- Ruše Tovarna
- Bistrica ob Dravi
- Limbuš (Lembach)
- Marles
- Maribor Sokolska
- Maribor Tabor
- Maribor (Marburg an der Drau)